# Demochares
Demochares är ett släkte av insekter. Demochares ingår i familjen gräshoppor.
Kladogram enligt Catalogue of Life:
| Demochares | \| \| Demochares acristatus \| \| \| \| \| \| Demochares cristulatus \| \| \| \| |
|            | \| \| Demochares acristatus \| \| \| \| \| \| Demochares cristulatus \| \| \| \| |
|            | Demochares acristatus                                                            |
|            |                                                                                  |
|            | Demochares cristulatus                                                           |
|            |                                                                                  |